# Guido Elmi
Guido Elmi (Bologna, 13 ottobre 1948 – Bologna, 31 luglio 2017) è stato un produttore discografico, musicista, arrangiatore e direttore artistico italiano, collaboratore di Vasco Rossi dal 1980.

## Biografia
Laureato in scienze politiche, nel 1978 conosce Maurizio Solieri che lo propone a Vasco Rossi come componente del gruppo che avrebbe supportato il rocker di Zocca nelle sue esibizioni live. Questo gruppo verrà poi chiamato Steve Rogers Band. Nel 1979 produce l'album Colpa d'Alfredo: è l'inizio di una collaborazione durata fino alla scomparsa. Sono suoi i giri armonici di Brava Giulia, Bollicine, Giocala, Stupido hotel e altre.
È stato coautore di molti brani di Vasco Rossi ed ha suonato conga e chitarra in alcuni lavori del cantautore emiliano.
Ha prodotto dischi di altri artisti come Alberto Fortis, Marco Conidi, Skiantos, Gaznevada, Stefano Piccagliani e Clara and the black cars (Clara Moroni). Ha anche prodotto il disco postumo di Massimo Riva, Comandante space.
Nel 2016 esce il suo primo disco da solista, intitolato "La mia legge".
Il 31 luglio 2017 viene trovato morto nella sua casa a Bologna, in seguito ad una malattia affrontata l'anno prima.

### Attività politica
Nel 2009 si era candidato con la lista Bologna 2014 per il consiglio comunale di Bologna.

## Nopop - Music Development Devices
Guido Elmi è stato proprietario e fondatore dell'etichetta discografica indipendente NoPop, nata nel 2005 insieme ad altre chiamate Urban energy e Nu classic, che ha l'obiettivo di scoprire nuovi artisti della scena musicale rock che scrivano testi in italiano dai contenuti significativi.. Per finanziare il lavoro con queste etichette ha firmato un contratto con la EMI italiana.
Il 19 gennaio 2007 è uscito "BANDS – A New Adventure in Rock", il primo lavoro discografico dell'etichetta, frutto di oltre sei mesi di lavoro.
Da questa compilation emergono gli Esterina, che nel 2008 pubblicano il cd "Diferoedibotte" (Nopop/EMI), e i Riaffiora che sempre nel 2008 pubblicano l'EP "French Kiss" (Nopop/EMI), album destinato solo per il mercato digitale.
Nel 2009 l'etichetta cessa l'attività.

## Discografia
- La mia legge - (2016)